# Freden, Niedersachsen
Freden (Leine) är en kommun och ort i Landkreis Hildesheim i förbundslandet Niedersachsen i Tyskland. Freden, som för första gången nämns i ett dokument från år 1068, har cirka 4 700 invånare.